# النساء المحاربات في الأدب والثقافة
تعتبر صورة النساء المحاربات في الأدب ووالثقافة الشعبية موضوع دراسة في التاريخ والدراسات الأدبية ودراسة الأفلام والفلكلور وعلم الأساطير والدراسات الدراسات الجنسانية والدراسات الثقافية، وتتعدد النماذج للنساء المحاربات مثال على ذلك مكافحة الصورة النمطية ومعارضة البناء المعتاد للحرب والعنف والعدوان كالذكور. تتحدى الاتفاقية الموقع حول الإناث المحاربات، وهو موقع بارز للتحقيق في الخطابات المحيطة بقدرة الأنثى وأدوار الجنسين في المجتمع ولا سيما في نظرية السينما النسائية. الأنثى القوية (البطلة) هي الشخصية المتركزة على شكل معين يعرف بالأمازون النسائي فضلا عن الأدوار المبتذلة.

## 1-الفلكلور وعلم الأساطير

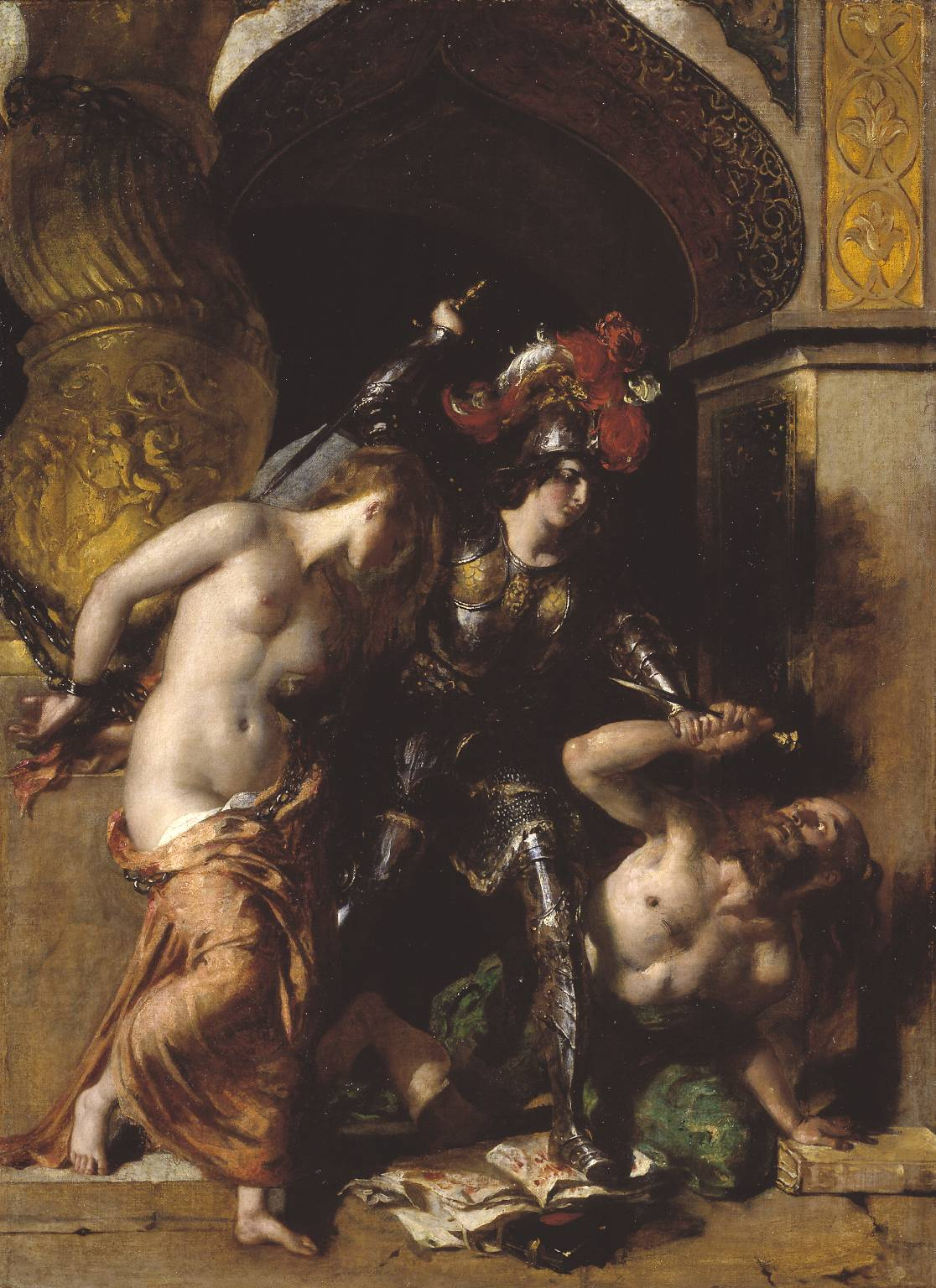
Etty Britomart 1833

نجد في الأساطير الهندوسية تشيرانغادا زوجة الملك أرجونا التي كانت قائدة والدها، ووفقا للأساطير اليوناينية فقد كان الأمازون عبارة عن قبيلة كاملة للنساء المحاربات ومثالا أسطوريا للنساء المحاربات والرياضيات. وأما في الأساطير البريطانية قاتلت الملكة كورنيليا العديد من المتنافسين على عرشها خلال قيادتها للجيوش شخصيا في معاركه)، وكتب المؤرخ بلوتارخ جيرتكو الروماني عن شجاعة النساء واصفا كيف نساء أرغوس قاتلن ضد الملك كليومنتس والاسبرطة تحت قيادة تيليسيا في القرن الخامس قبل الميلاد.

## 2- الأدب

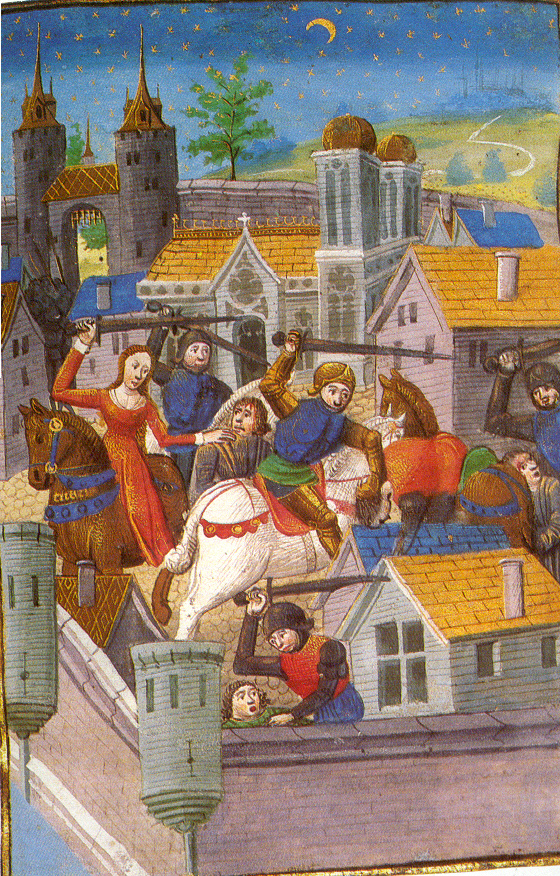
Medieval women as warriors

حازت النساء المحاربات على تاريخ طويل من الروايات والخيال حيث غالبا ما تكون لديهن ادوار أكبر من إلهامها التاريخي مثل «كردا فريد» في القصيدة الملحمية القديمة الشهنامة، وغيرها من النساء المحاربات اللاتي ظهرن في الأدب الكلاسيكي، وظهرت كاميلا في إينيد كنموذج لمجموعة من النساء المحاربات في القصائد الملحمية: أبليفوب وبريتومارت في ملكة الجن لإدموند سبنسر وبرادمانت ومارقيسا في أورلاند فوريوسو وكلوريندا وكرهها لأيرميني في تحرير أوشيلم. وتناقش العلماء ما إذا كانت غرندل من قصيدة بيوفال لوحش أو للنساء المحاربات.

## 3-وسائل الأعلام
تعتبر النساء المحاربات جزء من التقليد الطويل لأفلام فنون الدفاع عن النفس في الصين واليابان لكن مدى وصول وجذب الجمهور الغربي هو الأكثر حداثة، بالتزامن مع الزيادة الكبيرة في عدد الأبطال الإناث في وسائل الإعلام الأميركية منذ عام 1990م.

## 4-الحركة النسوية
اعتبرت النساء المحاربات كرمز للحركة النسائية تأكيدا على قوة المرأة وقدرتها على السلطة بدلا من النمط الشائع عن الأنثى بأنها الضحية. يذكر البروفيسور شيري أنيس في الفتيات القويات: تتساءل النساء المحاربات والنساء في الثقافة الشعبية والفرنسية عن النساء المحاربات في التلفزيون الحديث أمثال إيرلي وكاثلين كاندي في بنات أثينا، يتركز على الشخصيات مثل أكسينا في المسلسل التلفزيوني (أكسينا – الأميرة المحاربة أو بافي سمرز في بافي قاتلة مصاصي الدماء). في مقدمة نصهم، يناقش أيرلي وكينيدي ما يصفونه كحلقة وصل بين صورة النساء المحاربات وقوة الفتاة وتتمتع النساء المحاربات بالإستقلالية والحرية وقوة الإرادة والطاقة القادرة على مقاومة السلطة وعادات المجتمع للسلوك النسائي عن طريق إبعادها عن أنشطتها والسيطرة على طموحها.
أخلت الإناث المحاربات ببنية السلطة البطريركية وعارضت النظرة السينمائية التي تضع المرأة تحت إطار سلبي. يوجد نماذج يحتذى بها للفتيات أمثال البطلات النشيطات كاتنيس إيفردين وقوريوسا لأن أعمالهن أظهرت بأن لها نتائج على خلاف شخصيات الإناث ثنائية الأبعاد، ولا تمتلك فيها المحاربات معنى رمزي موحد ولا نستطيع افتراض أن تكون متعددة. تعتبر النساء المحاربات غالبا في الحركة النسوية شخصيات للتغيير الإيجابي مقارنة مع أصحاب البشرة البيضاء والطبقة العليا والخوف الشديد على الإناث في المعتقدات القديمة التي عفا عليها الزمن وتجاهل طبيعة واقع الطبقة الأدنى العاملة من الإناث. الصورة الذهنية عامة للنساء المحاربات تصفهن بالبيض مع الجسم التقليدي النحيل جدا بما في ذلك شخصيات وايت واشيد.ترمز السلطة الفردية للمحاربات بالقوة والأستقلال خاصة الخيال المتميز ل وايت قيمينز.

## 5-العنف
يتم التمييز بين العدوان الإيجابي والعنف بالتصوير القصصي مثل كيل بيل التي لا تزال لديها القدرة على العمل بشكل إيجابي وتزويد النساء بواقع الحياة الحقيقي الذي يتطلب القوة الخارجية بما لا يتجاوز مستواها الفردي، يمكن أن تكون الصورة الخيالية للعنف الذي تصوره المرأة أداة سياسية للفت الانتباه إلى قضايا العنف العالمية الحقيقية مثل العنف المستمر ضد نساء الشعوب الأصلية. يقول آخرون أن البطلة المحاربة تتقمص الأخلاق النسائية ضد عنف الرجل حتى عندما تفترض أنها تدافع عن المرأة على سبيل المثال أفلام هارد كاندي.

### التمثيل المجازي والإنتقادات النسوية
تتأثر الحركة النسائية بالدور الغير تقليدي وهي معقدة بواسطة التمثيل الفردي للإناث المحاربات غالبا وضعت من قبل الرجال وبعض الأحيان مصممة لخدمة الرجعية وتخالف الإيدلوجية النسائية. ينظر للمرأة المحاربة في هذه الحالات بأنها مشكلة ويتم حلها عن طريق السرد الذي يقلص ويفسر دورها المختلف مع تعزيز المعيار بين الجنسين.

## 6- الإسترجال
تعزز الصفات الذكورية للإناث المحاربات مثل الشعر القصير وطول القامة والعضلات وهو تكتيك وضع ملائما لراحتها في المجال الأسترجالي التقليدي للقتال. ظهرت المسترجلات مع النساء المحاربات وقد شملت بيرين أوف اتارث في قايم أوف ثرونز وفورزا في ماد ماكس فوري رود. أصبحت خنثوية المظهر عادة منتشرة في عام 1980م كإستيعاب معايير الجمال المتغيرة أكثر حدة وأقل تعرج في الشخصية. وتتمثل الملابس الرجالية في زي الشرطة مثل كابترل أرمود في جون أوف أركس أو ميغان ترونز في بلوستير والذي يلعب عموما دورا رمزيا وهاما في الدلالة على الحالة السردية وموافقتها للعمل والأبعاد القياسية لحدود الأناث. ترمز الأسلحة والتكنولوجيا مثل البنادق والسيارة في أثليم أندلويس تشابه القوى الذكورية. لا يسمح للنساء المحاربات خلع ملابسهن للمشاركة بالقتال وهذا أمر شائع كما هو الحال مع مولان وستراك وأيون. انتقدت ممارسة إدراج الشخصية النسائية في الأدوار الرجالية كما أنها تعامل بشكل غير فعال مع الأساس الأول والتغييرات الجسدية الفيزيائية مع الحفاظ على الرموز الذكورية. يصور الطابع الخاص للمقاتلة المسترجلة كسكنها مع الإناث وإذ لم تتقبل بعد مسؤوليات المرأة الطبيعية، وعلى العكس من ذلك تم الترحيب بالمحاربات الذكوريات من أجل تحدي الإتفاقيات الجنسية مما يمثل تحديا لفهم الثنائي للنوع البشري. ويرمز إلى المحاربات الإناث بأنهن كالرجال ويعتمد في هذا الرأي على افتراض أن المرأة الحقيقية يجب أن تكون محصورة بالأنوثة.

## 7- التأنيث
```
أصبحت الأنوثة سمة تعرف بها النساء المحاربات شملت الجيل القديم منهن وتظهر المرأة الساحرة من النساء المحاربات أكثر أخلاقا من الرجال المغامرين وسن العنف لكن بالنيابة عن الأخرين وتوضيح إيجابية النتائج على المجتمع. تعرف النساء المحاربات بأنهن أكثر عاطفة من نظرائهم الرجال وتتردد في إلحاق الألم ودائما تبقى متعاطفة مع المشاهد كما في ذا كويك أند ذا دايد تكون كارهه للقتال إلى النقطة التي يتطلب العنف فيها ترك الشخصية الحقيقة والرغبة للرجوع للحياة الأنثوية الطبيعية.بعكس التقليد السردي للبطلة بأن تكون وحيدة وتعتمد البطلة غالبا على علاقاتها في التطوع لمساعدة الأخرين عادة الرجال، ويتم إعطاء دافع الأمومة في فيلم إلينس وتيرميناتور لوضع الحماية المناسبة لأكثر العدوان الأجتماعي. يهيمن الذكور على أنواع من ضمنها إدراج الشخصية وتعزيز النساء فيها بشكل كبير، يشار إلى الشخصيات النسائية المحاربة على أنها تغييرات إيجابية عن الصورة النمطية أو المسطحة للمرأة الصعبة والبعض الأخر ينتقد هذه الحياكة في دور المحارب كما يعيد التأكيد على أوجه الأختلاف بين الجنسين. 
```

## 8- الأختلاف الجنسي
وضع الاهتمام بجسد المرأة المحاربة لجذب نظرة الذكور لها وتأخذ بعيدا عن دورها كمحاربة. تكون المحاربة الجنسية فاتنة وترتدي ملابس مكشوفة تدل على تقبل الجنس كما في فيلم شارلز أنجلز أو سولكيبرز قيمز، وتصبح الطاقة العدوانية للمحارب إلى المبالغة في الطبيعية الجنسية وربطها بالأدوار من دوسينا تربكس. تلعب هذه الشخصيات غالبا دور فاتال فام وربط الحياة الجنسية للفتاة بالخطر والخداع، يشير البعض إلى أن الميول في الأفكار تستند على الجمهور والجمعيات بدلا من أن يكون إعلام عشوائي عن طريق خيارات تمثيلية، يتم تصوير الكثير من النساء المحاربات على أنهن جذابات لكنها تلعب في سرد نشاط خارج الحياة الجنسية التي تقتصر على منع وتخفيض الرموز الجنسية مثال على ذلك الأيقونات التلفزيونية لينا اند بوفي وأمثال شيليز يمتلك جسم مثير وملابس جميلة ولعب دور براد بيت من الرجال المحاربين، لكن هذا لا يضعفه ولا يشكل سلاح بالنسبة لهم ولوحظ أن الشخصيات الذكورية وضعت للتعويض عن الجنس في العمل في حين أن العكس صحيح بالنسبة للمرأة.

## 9- السخرية
تبالغ بعض التصورات للنساء المحاربات في الخطورة وحتى الجوانب الوحشية وتحدد الدور الغير عادي كتغير الطبيعي والسوي. ترتبط هذه الرغبات والمخاوف اللاوعية في النظرية التي حددت التحليل النفسي فيما يتعلق بالتهديد المحدود للنساء. تواجه النساء المحاربات الوحشية المدمرة والأدوار المليئة بالفوضى وتوضع في إطار يفتقر للسيطرة العقلانية، وتكون حياتها الجنسية علنية لكنها تصنع العدوانية والإزعاج كما هو الحال مع الحشرات مثل أبون فلكس. تعرف الاسطورة اليونانية الأصلية في الأمازون التي تصف المحاربات بأنهن قاتلات مع قوة الثديين المخيفة، وتوضح أعداء الشر الخطيرين للنساء الذين لا يعلمون موضع المجتمع الأبوي. تتصور شناعة النساء المحاربات القوة بعد تصوير النساء كشياطين مثل حكايات مبكره لفاليكرز. يعكس السحر الغريب الذي يتعامل به مع الجسد الأنثوي للتاريخ القديم من الآراء الخاطئة بينما يقوض الأعتبارات الجنسية أيضا وتؤكد على قدرة المرأة المحاربة للتاثير على عالمها والمشاهد.

## 10- الشذوذ
تصور النساء المحاربات على أنها غير تمثيلية في الكثير من الأحيان مما يضعها بعيدا عن النساء العاديات وبالتالي ترك المفهوم الأكبر لدور الجنسين في السياق اليومي دون صعوبة، كما يمكن جلب الكوميدين لزيادة تهميش المقاتلين غير النساء. تنزع الشرعية عن وضع النساء المحاربات الأخريات عن طريق تصويرها بأنها طبيعية وقدمت شخصيات آخرى تقليدية أو تستبعد كليا كما في لارا كروفت قبر رايدلا. تظهر الأنثى المحاربة كرمز نسائي ضمن مجموعة المقاتلين الذكور مثال على ذلك بلاك ويندو في فينجرز أو ذا سيرت في بوردلاندز ويتناغم هذا النوع مع المواقف الإستعمارية والعنصرية، يفسر دور المحاربة الأجنبية الغريبة كونها غريبة مع لون المرأة بشكل خاص. يتم تصوير المحاربة ذات البشرة السمراء على أنها واثقة وأكلت لحوم وقوتها البدنية ولعبت هذه الشخصيات في قريز جونز أو تمارادابسون. يسجن الفنانين العسكريين في غموض الأستشراق في فيلم جونس بوند صور لمدة 60 إلى 70 ثانية وهذا مثال على الأنثى الأسيوية، ***توصف المقاتلة الأجنبية على أنها الضحية في الأدب التقليدي وتصور أنها تستعمر الأراضي مع كل العقبات والنهب المحتمل.

## 11- سلطة الذكور
تشرح قدرة المقاتل وهدفه غالبا عن طريق أرتباط المقاتل الوثيق مع شخصية السلطة الذكورية مثال على ذلك موت الأب في تشين أوبرين فتكون المقاتلة محل أبيها عند موته فورا، وتبرر الأعمال الغير أنثوية مع مايجب فعله، وشخصيات السطة الذكورية مثل تشلري أو قصة الأله في العهد القديم لجوديث زيج هولوفنيس، وتعتمد غالبا على المرأة المقاتلة.

### الإيذاء
بخلاف الأبطال التقليديون الذين يكتسبون البراعة من بيئاتهم، تقع المرأة المحاربة دائمًا في عالم مهدد عليها أن تكافح فيه لتحافظ على بقائها وتدحر الانتهاك الجسدي مثال ذلك: لافيمي نيتكا. سمات الأنثى المحاربة عادة ما تكون مدفوعة بالانتهاك السابق ضدها كما في فيلم (ذا براف ون)، أو يتعرضن للإيذاء لسد رغبة الذكور ويشاع عن المرأة المحاربة بأنها مؤذية وفاقدة للأهلية والعنف ضد المرأة يكون بشكل جنسي أكثر من كونه جسدي. أشار بعض النقاد إلى أن العنف الجنسي يكون لدى الرجال لقوتهم وإستسلام الأنثى، بينما وصف الاخرون الأثار المترتبة على التحليل المتحيز بدلا من الاختلاف الملحوظ. ومن القضايا التي أثارتها قصص الاغتصاب الانتقامي تصوير الانتهاك الجنسي ووضع الأبطال المحاربين في حالة متواصلة من التعرض للخطر الجنسي يدين الانتهاك الذي تتعرض له المرأة، ولكن أيضًا يعرض إيذاء الأنثى كأمر حتمي في العالم الطبيعي. ونُقد موضوع كون النساء يدافعن عن أنفسهن لاهتمامه بالضحايا أكثر من المعتدين الذين هم بحاجة إلى ضبط النفس.

### الترويض
يميل مصير المرأة المحاربة إلى التغلب على الهزيمة أو الأندماج في دور المرأة التقليدي مثل التحول الأمومي ل بيتركس كيروز في ثلاثية كيل بيل. تأخذ الأقواس في ال قصص الرومانسية أهمية كبيرة لدى النساء المحاربات في جميع الأنواع الأدبية وحالة ضعف المرأة المحاربة وطمأنه الجمهور عليها من رغباتها الطبيعية. مهارات النساء المحاربات لا تتجاوز الاهتمام برومانسيتهن مما يؤكد فكرة تفوق الرجال. يكون الزواج عبر المبارزة هو السرد الشائع في الأدب التقليدي وعلى الإناث المحاربات الزواج من الرجل الذي يكون أفضل لها في القتال، وفي القصص التالية لهذا النموذج مثل أسطورة أتلانتا في التحولات وبرادامانتي أرسيتو وترمز النصوص الجنسية إلى هيمنة الذكور. تعد المرأة المحاربة في الزواج من مبارزة السرد وهو جهاز لقياس رجولة الشخصيات الأخرى التي تزال لا تهدد الرجال الحقيقيين.